# Србија на Летњим олимпијским играма 2020.
Србија је учествовала на Летњим олимпијским играма 2020. у Токију од 23. јула до 8. августа 2021. године. То је укупно пето учешће српских спортиста на ЛОИ под именом Србија.
Српски олимпијски тим је бројао 86 учесника у 15 спортова, од тога 44 жене и 42 мушкараца. Србија је први пут имала представнике у екипној конкуренцији у стоном тенису, у женској конкуренцији у боксу, у дебитантским спортовима на олимпијским играма, 3x3 и каратеу, а по први пут након распада Југославије представника у слободном стилу у рвању.
Мушка 3x3 репрезентација и каратисткиња Јована Прековић су освојили прве медаље за Србију у овим спортовима, док је теквондисткиња Милица Мандић постала први двоструки олимпијски шампион из Србије у индивидуалним спортовима.

## Освајачи медаља
| Медаља | Олимпијац | Спорт      | Дисциплина                   |
| ------ | --- | ---------- | ---------------------------- |
| Злато  | Милица Мандић | Теквондо   | преко 67 кг Ж                |
| Злато  | Јована Прековић | Карате     | кумите до 61кг Ж             |
| Злато  | Ватерполо репрезентација Србије Гојко Пијетловић Душан Мандић Никола Дедовић Немања Убовић Душко Пјетловић Ђорђе Лазић Милан Алексић Никола Јакшић Филип Филиповић Андрија Прлаиновић Ненад Митровић Бранислав Митровић        | Ватерполо  | Ватерполо М                  |
| Сребро | Дамир Микец | Стрељаштво | Ваздушни пиштољ 10 м М       |
| Бронза | Тијана Богдановић | Теквондо   | до 49 кг Ж                   |
| Бронза | Мушка 3x3 репрезентација Душан Домовић Булут Дејан Мајсторовић Александар Ратков Михаило Васић | Кошарка    | 3x3 М                        |
| Бронза | Миленко Себић | Стрељаштво | МК пушка тростав М           |
| Бронза | Зураб Датунашвили | Рвање      | Грчко-римски стил до 87 кг M |
| Бронза | Женска одбојкашка репрезентација Србије Бианка Буша Мина Поповић Слађана Мирковић Бранкица Михајловић Маја Огњеновић Ана Бјелица Маја Алексић Милена Рашић Силвија Поповић Тијана Бошковић Бојана Миленковић Јелена Благојевић | Одбојка    | Одбојка Ж                    |

## Учесници по спортовима
Листа броја учесника по спортовима који ће се такмичити на Играма:
| Спорт        | Мушкарци | Жене | Укупно |
| ------------ | -------- | ---- | ------ |
| Атлетика     | 2        | 3    | 5      |
| Бокс         | 0        | 1    | 1      |
| Ватерполо    | 13       | 0    | 13     |
| Веслање      | 2        | 1    | 3      |
| Кајак и кану | 2        | 1    | 3      |
| Карате       | 0        | 1    | 1      |
| Кошарка      | 4        | 12   | 16     |
| Одбојка      | 0        | 12   | 12     |
| Пливање      | 6        | 1    | 7      |
| Рвање        | 4        | 0    | 4      |
| Стони тенис  | 3        | 0    | 3      |
| Стрељаштво   | 3        | 4    | 7      |
| Теквондо     | 0        | 2    | 2      |
| Тенис        | 2        | 3    | 5      |
| Џудо         | 2        | 3    | 5      |
| 15 спортова  | 43       | 44   | 87     |

## Атлетика
Српски атлетичари су остварили учешће на Играма на основу званичних улазних норми и пласмана на ранг листи у следећим тркачким и техничким дисциплинама (до највише 3 спортиста у свакој дисциплини):
Техничке дисциплине
Мушкарци
| Атлетичар        | Дисциплина   | Лични рекорд | Квалификације | Квалификације | Финале           | Финале           |
| Атлетичар        | Дисциплина   | Лични рекорд | Резултат      | Пласман       | Резултат         | Пласман          |
| ---------------- | ------------ | ------------ | ------------- | ------------- | ---------------- | ---------------- |
| Армин Синанчевић | Бацање кугле | 21,88 м НР   | 20.96 q       | 10            | 20.86            | 7                |
| Асмир Колашинац  | Бацање кугле | 21,58 м      | 19.68         | 28.           | Није се пласирао | Није се пласирао |

Жене
| Атлетичарка       | Дисциплина   | Лични рекорд  | Квалификације | Квалификације | Финале            | Финале            |
| Атлетичарка       | Дисциплина   | Лични рекорд  | Резултат      | Пласман       | Резултат          | Пласман           |
| ----------------- | ------------ | ------------- | ------------- | ------------- | ----------------- | ----------------- |
| Ивана Шпановић    | Скок удаљ    | 7,24 м (д) НР | 7.00          | 1 Q           | 6.91              | 4                 |
| Драгана Томашевић | Бацање диска | 63,63 м НР    | 56.95         | 26            | Није се пласирала | Није се пласирала |
| Марија Вученовић  | Бацање копља | 62,25 м       | 58.93         | 20            | Није се пласирала | Није се пласирала |

## Бокс
Србији је припала једна учесничка квота у боксу након прерасподеле квота коју је извршила Светска боксерска федерација. 
Жене
| Боксер           | Дисциплина | прво коло           | друго коло          | четвртфинале        | полуфинале          | финале              | финале            |
| Боксер           | Дисциплина | Противница Резултат | Противница Резултат | Противница Резултат | Противница Резултат | Противница Резултат | Пласман           |
| ---------------- | ---------- | ------------------- | ------------------- | ------------------- | ------------------- | ------------------- | ----------------- |
| Нина Радовановић | до 51 кг   | Бижолд ПОБ 5:0      | Хаврајимана ПОБ 5:0 | Хсиао-вео ИЗГ 0:5   | Није се пласирала   | Није се пласирала   | Није се пласирала |

## Ватерполо

### Мушки турнир
Репрезентација Србије квалификовала се освајањем Светске лиге 2019.
Састав репрезентације
| №  | Име                 | Поз. | Висина | Тежина | Датум рођења       | Клуб у 2021.    |
| -- | ------------------- | ---- | ------ | ------ | ------------------ | --------------- |
| 1  | Гојко Пијетловић    | Г    | 1,94 м | 92 кг  | 7. август 1983.    | ВК Нови Београд |
| 2  | Душан Мандић        | О    | 2,02 м | 96 кг  | 16. јун 1994.      | ВК Нови Београд |
| 3  | Никола Дедовић      | О    |        |        | 25. јануар 1992.   | ВК Шпандау 04   |
| 4  | Немања Убовић       | ЦБ   | 2,02 м | 93 кг  | 24. Фебруар 1991.  | ВК Ференцварош  |
| 7  | Ђорђе Лазић         | Н    |        |        | 19. мај 1996.      | ВК Бреша        |
| 6  | Душко Пијетловић    | Н    | 1,92 м | 91 кг  | 25. април 1985.    | ВК Нови Београд |
| 7  | Страхиња Рашовић    | О    | 1,89 м | 90 кг  | 21. децембар 1990. | ВК Нови Београд |
| 8  | Милан Алексић       | ЦБ   | 1,93 м | 93 кг  | 13. мај 1986.      | ВК Партизан     |
| 9  | Никола Јакшић       | ЦБ   | 1,97 м | 90 кг  | 17. јануар 1997.   | ВК Нови Београд |
| 10 | Филип Филиповић (к) | О    | 1,96 м | 93 кг  | 2. мај 1987.       | ВК Олимпијакос  |
| 11 | Андрија Прлаиновић  | О    | 1,87 м | 91 кг  | 28. април 1988.    | ВК Марсеј       |
| 12 | Ненад Митровић      | О    | 1,95 м | 91 кг  | 29. март 1988.     | ВК Партизан     |
| 13 | Бранислав Митровић  | Г    | 2,01 м | 96 кг  | 30. јануар 1985.   | ВК Вашаш        |

Селектор: Дејан Савић
| Поз. | Тим        | О | П | Н | И | ГД | ГП | ГР  | Бод. |
| ---- | ---------- | - | - | - | - | -- | -- | --- | ---- |
| 1    | Шпанија    | 5 | 5 | 0 | 0 | 61 | 31 | +30 | 10   |
| 2    | Хрватска   | 5 | 3 | 0 | 2 | 62 | 46 | +16 | 6    |
| 3    | Србија     | 5 | 3 | 0 | 2 | 70 | 46 | +24 | 6    |
| 4    | Црна Гора  | 5 | 2 | 0 | 3 | 54 | 56 | −2  | 4    |
| 5    | Аустралија | 5 | 2 | 0 | 3 | 49 | 60 | −11 | 4    |
| 6    | Казахстан  | 5 | 0 | 0 | 5 | 35 | 92 | −57 | 0    |

| 25. јул 2021. 18.20 | Извештај | Србија                                               | 12 : 13 | Шпанија   | Међународни пливачки центар Тацуми Судије: Мајкл Голденберг (САД), Јоргос Ставридис (ГРЧ) |
| 25. јул 2021. 18.20 | Извештај | Резултати по четвртинама: 3 : 3, 3 : 5, 3 : 2, 3 : 3 |         |           | Међународни пливачки центар Тацуми Судије: Мајкл Голденберг (САД), Јоргос Ставридис (ГРЧ) |
| 25. јул 2021. 18.20 | Извештај | четворица играча 2                                   | Стрелци | Мунариз 4 | Међународни пливачки центар Тацуми Судије: Мајкл Голденберг (САД), Јоргос Ставридис (ГРЧ) |

| 27. јул 2021. 14.00 | Извештај | Казахстан                                            | 5 : 19  | Србија       | Међународни пливачки центар Тацуми Судије: Адријан Александреску (РУМ), Ђерђ Кун (МАЂ) |
| 27. јул 2021. 14.00 | Извештај | Резултати по четвртинама: 2 : 4, 1 : 3, 2 : 6, 0 : 6 |         |              | Међународни пливачки центар Тацуми Судије: Адријан Александреску (РУМ), Ђерђ Кун (МАЂ) |
| 27. јул 2021. 14.00 | Извештај | Медведев, Вуксановић 2                               | Стрелци | Пијетловић 4 | Међународни пливачки центар Тацуми Судије: Адријан Александреску (РУМ), Ђерђ Кун (МАЂ) |

| 29. јул 2021. 19.50 | Извештај | Србија                                               | 14 : 8  | Аустралија   | Међународни пливачки центар Тацуми Судије: =Франк Оме (НЕМ), Јоргос Ставридис (GRE) |
| 29. јул 2021. 19.50 | Извештај | Резултати по четвртинама: 6 : 0, 4 : 1, 1 : 2, 3 : 5 |         |              | Међународни пливачки центар Тацуми Судије: =Франк Оме (НЕМ), Јоргос Ставридис (GRE) |
| 29. јул 2021. 19.50 | Извештај | Мандић 4                                             | Стрелци | Б. Едвардс 2 | Међународни пливачки центар Тацуми Судије: =Франк Оме (НЕМ), Јоргос Ставридис (GRE) |

| 31. јул 2021. 15.30 | Извештај | Хрватска                                             | 14 : 12 | Србија   | Међународни пливачки центар Тацуми Судије: Мајкл Голденберг (САД), Михил Зварт (ХОЛ) |
| 31. јул 2021. 15.30 | Извештај | Резултати по четвртинама: 5 : 3, 1 : 1, 4 : 4, 4 : 4 |         |          | Међународни пливачки центар Тацуми Судије: Мајкл Голденберг (САД), Михил Зварт (ХОЛ) |
| 31. јул 2021. 15.30 | Извештај | Јоковић, Обрадовић 4                                 | Стрелци | Јакшић 3 | Међународни пливачки центар Тацуми Судије: Мајкл Голденберг (САД), Михил Зварт (ХОЛ) |

| 2. август 2021. 14.00 | Извештај | Србија                                               | 13 : 6  | Црна Гора | Међународни пливачки центар Тацуми Судије: Алесандро Северо (ИТА), Франк Оме (НЕМ) |
| 2. август 2021. 14.00 | Извештај | Резултати по четвртинама: 6 : 1, 2 : 1, 3 : 2, 2 : 2 |         |           | Међународни пливачки центар Тацуми Судије: Алесандро Северо (ИТА), Франк Оме (НЕМ) |
| 2. август 2021. 14.00 | Извештај | Филиповић 3                                          | Стрелци | Ивовић 3  | Међународни пливачки центар Тацуми Судије: Алесандро Северо (ИТА), Франк Оме (НЕМ) |

#### Четвртфинале
| 4. август 2021. 18.20 | Извештај | Италија                                              | 6 : 10  | Србија      | Међународни пливачки центар Тацуми Судије: Аркадиј Воеводин (РУС), Јоргос Ставридис (ГРЧ) |
| 4. август 2021. 18.20 | Извештај | Резултати по четвртинама: 2 : 5, 1 : 4, 1 : 0, 2 : 1 |         |             | Међународни пливачки центар Тацуми Судије: Аркадиј Воеводин (РУС), Јоргос Ставридис (ГРЧ) |
| 4. август 2021. 18.20 | Извештај | Прешути 2                                            | Стрелци | Филиповић 3 | Међународни пливачки центар Тацуми Судије: Аркадиј Воеводин (РУС), Јоргос Ставридис (ГРЧ) |

#### Полуфинале
| 6. август 2021. 19.50 | Извештај | Србија                                               | 10 : 9  | Шпанија          | Међународни пливачки центар Тацуми Судије: Адријан Александреску (РУМ), Михил Зварт (ХОЛ) |
| 6. август 2021. 19.50 | Извештај | Резултати по четвртинама: 2 : 0, 2 : 5, 1 : 2, 5 : 2 |         |                  | Међународни пливачки центар Тацуми Судије: Адријан Александреску (РУМ), Михил Зварт (ХОЛ) |
| 6. август 2021. 19.50 | Извештај | Мандић 3                                             | Стрелци | тројица играча 2 | Међународни пливачки центар Тацуми Судије: Адријан Александреску (РУМ), Михил Зварт (ХОЛ) |

#### Финале
| 8. август 2021. 16.30 | Извештај | Грчка                                                | 10 : 13 | Србија           | Међународни пливачки центар Тацуми Судије: Мајкл Голденберг (САД), Ксеви Буч (ШПА) |
| 8. август 2021. 16.30 | Извештај | Резултати по четвртинама: 3 : 6, 4 : 2, 2 : 2, 1 : 3 |         |                  | Међународни пливачки центар Тацуми Судије: Мајкл Голденберг (САД), Ксеви Буч (ШПА) |
| 8. август 2021. 16.30 | Извештај | тројица играча 2                                     | Стрелци | тројица играча 3 | Међународни пливачки центар Тацуми Судије: Мајкл Голденберг (САД), Ксеви Буч (ШПА) |

| · 2. место · Грчка | Победник олимпијског турнира у ватерполу за мушкарце 2021. године Србија 2. титула | 3. место Мађарска |

## Веслање
Српски репрезентативци освојили су квоте у две дисциплине на основу пласмана на Светском првенству и Европском квалификационом турниру.
Мушкарци
| Веслачи                     | Дисциплина           | Квалификације | Квалификације | Репесаж | Репесаж | Полуфинале | Полуфинале | Финале  | Финале |
| Веслачи                     | Дисциплина           | Време         | Плас.         | Време   | Плас.   | Време      | Плас.      | Време   | Плас.  |
| --------------------------- | -------------------- | ------------- | ------------- | ------- | ------- | ---------- | ---------- | ------- | ------ |
| Милош Васић Мартин Мачковић | Двојац без кормилара | 6:43,18       | 3 ПФ А/Б      | Н/Д     | Н/Д     | 6:17,47    | 2 ФА       | 6:22,34 | 5      |

Жене
| Веслачи      | Дисциплина | Квалификације | Квалификације | Репесаж | Репесаж | Полуфинале | Полуфинале | Четвртфинале | Четвртфинале | Финале  | Финале |
| Веслачи      | Дисциплина | Време         | Плас.         | Време   | Плас.   | Време      | Плас.      | Време        | Плас.        | Време   | Плас.  |
| ------------ | ---------- | ------------- | ------------- | ------- | ------- | ---------- | ---------- | ------------ | ------------ | ------- | ------ |
| Јована Арсић | скиф       | 7:46,74       | 3 ЧФ          | Н/Д     | Н/Д     | 8:09,37    | 4 ПФ Ц/Д   | 7:39,26      | 2 ФЦ         | 7:43,30 | 15     |

Легенда: ФА=Финале A (медаље); ФБ=Финале Б; ФЦ=Финале Ц; ФД=Финале Д; ФЕ=Финале Е; ФФ=Финале Ф; ПФ А/Б=Полуфинале А/Б; ПФ Ц/Д=Полуфинале Ц/Д; ПФ Е/Ф=Полуфинале Е/Ф; ЧФ=Четвртфинале; Р=Репесаж

## Кајак и кану
Кајак и кану на мирним водама
На основу пласмана на Светском првенству 2019. репрезентативци Србије изборили су учешће у четири дисциплине.
Мушкарци
| Кајакаш             | Дисциплина | Група    | Група | Четвртфинале | Четвртфинале | Полуфинале       | Полуфинале       | Финале           | Финале           |
| Кајакаш             | Дисциплина | Време    | Место | Време        | Место        | Време            | Место            | Време            | Место            |
| ------------------- | ---------- | -------- | ----- | ------------ | ------------ | ---------------- | ---------------- | ---------------- | ---------------- |
| Страхиња Стефановић | К-1 200 м  | 34,996   | 1 ПФ  | Н/Д          | Н/Д          | 35,855           | 5 ФБ             | 36,329           | 11               |
| Бојан Зделар        | К-1 200 м  | 37,092   | 5 ЧФ  | 36,531       | 5            | Није се пласирао | Није се пласирао | Није се пласирао | Није се пласирао |
| Бојан Зделар        | К-1 1000 м | 3:45,074 | 2 ПФ  | Н/Д          | Н/Д          | 3:29,525         | 8 ФБ             | 3:31,689         | 16               |

Жене
| Кајакаш          | Дисциплина | Група    | Група | Четвртфинале | Четвртфинале | Полуфинале | Полуфинале | Финале   | Финале |
| Кајакаш          | Дисциплина | Време    | Место | Време        | Место        | Време      | Место      | Време    | Место  |
| ---------------- | ---------- | -------- | ----- | ------------ | ------------ | ---------- | ---------- | -------- | ------ |
| Милица Новаковић | К-1 200 м  | 41,579   | 3 ЧФ  | 41,340       | 2 ПФ         | 40,257     | 6 ФБ       | 40,527   | 13     |
| Милица Новаковић | К-1 500 м  | 1:49,802 | 5 ЧФ  | 1:49,348     | 1 ПФ         | 1:53,149   | 3 ФБ       | 1:54,458 | 12     |

## Карате
На основу пласмана на олимпијској ранг листи остварена је једна учесничка квота.
Жене
| Каратиста       | Категорија | Група              | Група              | Група              | Група              | Група   | Полуфинале         | Финале/ БМ         | Финале/ БМ |
| Каратиста       | Категорија | Противник Резултат | Противник Резултат | Противник Резултат | Противник Резултат | Пласман | Противник Резултат | Противник Резултат | Пласман    |
| --------------- | ---------- | ------------------ | ------------------ | ------------------ | ------------------ | ------- | ------------------ | ------------------ | ---------- |
| Јована Прековић | до 61 кг   | Садини ПОБ 3-1     | Гранде ПОБ 1-0     | Серогина ПОБ 6-4   | Фарук ПОБ 1-1 С    | 1 Q     | Џобан ПОБ 2-0      | Ксаојан ПОБ 0-0 Х  |            |

## Кошарка

### Женски турнир
- Женска репрезентација (12 играчица)

Састав репрезентације

#### Група А
| Поз. | Табела групе А | ИГ | Д | И | П+  | П-  | Разл. | Бод. | Коментари    |
| ---- | -------------- | -- | - | - | --- | --- | ----- | ---- | ------------ |
| 1.   | Шпанија        | 3  | 3 | 0 | 234 | 205 | +29   | 6    | Четвртфинале |
| 2.   | Србија         | 3  | 2 | 1 | 207 | 214 | -7    | 5    | Четвртфинале |
| 3.   | Канада         | 3  | 1 | 2 | 208 | 201 | +7    | 4    | Елиминација  |
| 4.   | Јужна Кореја   | 3  | 0 | 3 | 183 | 212 | -25   | 3    | Елиминација  |

| 26. јул 2021. 1 | Србија                                                                | 72–68                                | Канада                                                | Токио                                                                                         |  |
| 17:20           | Четвртине: 16:13, 20:15, 9:17, 27:23                                  | Четвртине: 16:13, 20:15, 9:17, 27:23 | Четвртине: 16:13, 20:15, 9:17, 27:23                  |                                                                                               |  |
|                 | Поени: Васић 16 Скокови: Дабовић 6 Асистенције: Црвендакић, Дабовић 5 | Boxscore                             | Поени: Филдс 19 Скокови: Нурс 6 Асистенције: Ачонва 5 | Арена: Саитама Супер арена Судије: Еми Бонер (САД), Леандро Лезкано (АРГ), Мај Форсберг (ДАН) |  |

| 29. јул 2021. 2 | Шпанија                                                | 85–70                                 | Србија                                                          | Токио                                                                                        |  |
| 17:20           | Четвртине: 19:20, 22:24, 18:14, 26:12                  | Четвртине: 19:20, 22:24, 18:14, 26:12 | Четвртине: 19:20, 22:24, 18:14, 26:12                           |                                                                                              |  |
|                 | Поени: Ндоур 20 Скокови: Ндоур 9 Асистенције: Оувиња 8 | Boxscore                              | Поени: Брукс 16 Скокови: Андерсон 8 Асистенције: три играчице 4 | Арена: Саитама Супер арена Судије: Јохан Росо (ФРА), Мај Форсберг (ДАН), Андреја Силва (БРА) |  |

| 1. 8. 2021. 3 | Јужна Кореја                                                                      | 61–65                                 | Србија                                                             | Токио                                                                                             |  |
| 21:00         | Четвртине: 10:17, 14:15, 20:18, 17:15                                             | Четвртине: 10:17, 14:15, 20:18, 17:15 | Четвртине: 10:17, 14:15, 20:18, 17:15                              |                                                                                                   |  |
|               | Поени: Парк Хи-х. 17 Скокови: Парк Хи-с. 11 Асистенције: Парк Хи-х., Парк Хи-с. 5 | Boxscore                              | Поени: Црвендакић 15 Скокови: Васић 10 Асистенције: три играчице 4 | Арена: Саитама Супер арена Судије: Фердинанд Пасквал (ФИЛ), Ејми Бонер (САД), Андреја Силва (БРА) |  |

#### Четвртфинале
| 4. 8. 2021. 1/4 | Кина                                               | 70–77                                 | Србија                                                   | Токио                                                                                          |  |
| 10:00           | Четвртине: 14:16, 19:19, 25:14, 12:28              | Четвртине: 14:16, 19:19, 25:14, 12:28 | Четвртине: 14:16, 19:19, 25:14, 12:28                    |                                                                                                |  |
|                 | Поени: Шао 17 Скокови: Хан 7 Асистенције: Ли Јуа 6 | Извештај                              | Поени: Брукс 18 Скокови: Васић 10 Асистенције: Дабовић 6 | Арена: Саитама Супер арена Судије: Луис Кастиљо (ШПА), Марипјер Мало (КАН), Рабах Нујаим (ЛИБ) |  |

#### Полуфинале
| 6. 8. 2021. 1/2 | Сједињене Државе                                                 | 79–59                                 | Србија                                                      | Токио                                                                                      |  |
| 13:40           | Четвртине: 25:12, 16:11, 17:16, 21:20                            | Четвртине: 25:12, 16:11, 17:16, 21:20 | Четвртине: 25:12, 16:11, 17:16, 21:20                       |                                                                                            |  |
|                 | Поени: Гринер 15 Скокови: Гринер 12 Асистенције: Бирд, Таураси 4 | Извештај                              | Поени: Андерсон 15 Скокови: Дугалић 10 Асистенције: Васић 3 | Арена: Саитама Супер арена Судије: Антонио Конде (ШПА), Ју Јанг (ТПЕ), Андреја Силва (БРА) |  |

#### Меч за треће место
| 7. 8. 2021. 3. место | Србија                                                             | 76–91                                 | Француска                                                          | Токио                                                                                        |  |
| 16:0                 | Четвртине: 23:19, 17:24, 16:24, 20:24                              | Четвртине: 23:19, 17:24, 16:24, 20:24 | Четвртине: 23:19, 17:24, 16:24, 20:24                              |                                                                                              |  |
|                      | Поени: Андерсон 24 Скокови: Васић 8 Асистенције: Андерсон, Брукс 5 | Извештај                              | Поени: Вилијамс 17 Скокови: Вилијамс 8 Асистенције: три играчице 4 | Арена: Саитама Супер арена Судије: Хуан Фернандез (АРГ), Ејми Бонер (САД), Такаки Като (ЈАП) |  |

### Турнир у3x3

#### Мушки турнир
Српска 3x3 репрезентација је остварила пласман на Олимпијске игра као једна од три најбоље пласиране селекције на Светској ранг листи.
Састав репрезентације
| Екипа  | Такмичење | Групна фаза        | Групна фаза         | Групна фаза        | Групна фаза        | Групна фаза        | Групна фаза        | Групна фаза        | Групна фаза | Четвртфинале       | Полуфинале         | Финале/За 3. место | Финале/За 3. место |
| Екипа  | Такмичење | Противник Резултат | Противник Резултат  | Противник Резултат | Противник Резултат | Противник Резултат | Противник Резултат | Противник Резултат | Место       | Противник Резултат | Противник Резултат | Противник Резултат | Место              |
| ------ | --------- | ------------------ | ------------------- | ------------------ | ------------------ | ------------------ | ------------------ | ------------------ | ----------- | ------------------ | ------------------ | ------------------ | ------------------ |
| Србија | Мушкарци  | Кина ПОБ 22:13     | Холандија ПОБ 16:15 | Пољска ПОБ 15:12   | Белгија ПОБ 21:14  | Јапана ПОБ 21:11   | Летонија ПОБ 22:16 | РОК ПОБ 21:10      | 1           | Н/Д                | РОК ИЗГ 10:21      | Белгија ПОБ 21:10  |                    |

## Одбојка
- Женска репрезентација (12 играчица)

Састав репрезентације
| №  | Име                 | Поз.           | Висина | Датум рођења         | Клуб у 2021.       |
| -- | ------------------- | -------------- | ------ | -------------------- | ------------------ |
| 2  | Бјанка Буша         | примач сервиса | 1,87 м | 25. јул 1994.        | Фенербахче         |
| 5  | Мина Поповић        | средњи блокер  | 1,87 м | 16. септембар. 1994. | Скандићи           |
| 8  | Слађана Мирковић    | техничар       | 1,87 м | 7. октобар 1995.     | Еџзаџибаши         |
| 9  | Бранкица Михајловић | примач сервиса | 1,90 м | 13. април 1991.      | Фенербахче         |
| 10 | Маја Огњеновић (к)  | техничар       | 1,83 м | 6. август 1984.      | ВакифБанк          |
| 13 | Ана Бјелица         | коректор       | 1,90 м | 3. април. 1992.      | Радомка            |
| 14 | Маја Алексић        | средњи блокер  | 1,88 м | 6. јун 1997.         | Волеј Алба Блај    |
| 16 | Милена Рашић        | средњи блокер  | 1,91 м | 25. октобар 1990.    | Вакифбанк Истанбул |
| 17 | Силвија Поповић     | либеро         | 1,78 м | 5. март 1986.        | Волеј Алба Блај    |
| 18 | Тијана Бошковић     | коректор       | 1,93 м | 8. март 1997.        | Еџзаџибаши         |
| 19 | Бојана Миленковић   | примач         | 1,85 м | 6. март 1997.        | Хемике             |
| 20 | Јелена Благојевић   | либеро         | 1,81 м | 1. децемар. 1988.    | Девелопрес Ржешов  |

Селектор: Зоран Терзић

## Пливање
Српски пливачи остварили су олимпијске норме у следећим дисциплинама. Норму у дисциплини 100м делфин још увек као репрезентативац Србије испливао је Себастијан Сабо, али је накнадно одлучио да наступи за репрезентацију Мађарске.
Мушкарци
| Пливач                                                    | Дисциплина       | Квалификације | Квалификације | Полуфинале       | Полуфинале       | Финале                | Финале                |
| Пливач                                                    | Дисциплина       | Време         | Пласман       | Време            | Пласман          | Време                 | Пласман               |
| --------------------------------------------------------- | ---------------- | ------------- | ------------- | ---------------- | ---------------- | --------------------- | --------------------- |
| Андреј Барна                                              | 50 м слободно    | 22,29         | 28            | Није се пласирао | Није се пласирао | Није се пласирао      | Није се пласирао      |
| Андреј Барна                                              | 100 м слободно   | 48,30         | 13/71 ЌВ      | 47,94 НР         | 9                | Није се пласирао      | Није се пласирао      |
| Велимир Стјепановић                                       | 200 м краул      | 1:46,26       | 14/39         | 1:47,62          | 16               | Није се пласирао      | Није се пласирао      |
| Вук Челић                                                 | 800 м слободно   | 8:04,85       | 33            | Н/Д              | Н/Д              | Није се пласирао      | Није се пласирао      |
| Чаба Силађи                                               | 100 м прсно      | 1:00,19       | 26/47         | Није се пласирао | Није се пласирао | Није се пласирао      | Није се пласирао      |
| Никола Аћин Андреј Барна Урош Николић Велимир Стјепановић | 4×100 м слободно | 3:13,71 НР    | 10/16         | Н/Д              | Н/Д              | Нису се квалификовали | Нису се квалификовали |

Жене
| Пливачица  | Дисциплина     | Квалификације | Квалификације | Полуфинале            | Полуфинале            | Финале                | Финале                |
| Пливачица  | Дисциплина     | Време         | Пласман       | Време                 | Пласман               | Време                 | Пласман               |
| ---------- | -------------- | ------------- | ------------- | --------------------- | --------------------- | --------------------- | --------------------- |
| Ања Цревар | 200 м мешовито | 2:17,62       | 26/27         | Није се квалификовала | Није се квалификовала | Није се квалификовала | Није се квалификовала |
| Ања Цревар | 400 м мешовито | 4:40,50       | 10/17         | Н/Д                   | Н/Д                   | Није се квалификовала | Није се квалификовала |

## Рвање
Српски рвачи остварили су три учесничке квоте преко Светског првенства и једну преко Светског квалификационог турнира.
Слободни стил
| Рвач         | Категорија | Прво коло             | Четвртфинала       | Полуфинала         | Репесаж            | Финале/ БМ         | Финале/ БМ |
| Рвач         | Категорија | Противник Резултат    | Противник Резултат | Противник Резултат | Противник Резултат | Противник Резултат | Пласман    |
| ------------ | ---------- | --------------------- | ------------------ | ------------------ | ------------------ | ------------------ | ---------- |
| Стеван Мићић | до 57 кг   | Такахаши ИЗГ 0:3поени | Није се пласирао   | Није се пласирао   | Није се пласирао   | Није се пласирао   | 14         |

Грчко-римски стил
| Рвач              | Категорија | Прво коло             | Четвртфинала       | Полуфинала         | Репесаж                | Финале/ БМ          | Финале/ БМ |
| Рвач              | Категорија | Противник Резултат    | Противник Резултат | Противник Резултат | Противник Резултат     | Противник Резултат  | Пласман    |
| ----------------- | ---------- | --------------------- | ------------------ | ------------------ | ---------------------- | ------------------- | ---------- |
| Мате Немеш        | до 67 кг   | Штеблер ИЗГ 1:3поени  | Није се пласирао   | Није се пласирао   | Није се пласирао       | Није се пласирао    | 13         |
| Зураб Датунашвили | до 87 кг   | Беленјук ИЗГ 1:3поени | Није се пласирао   | Није се пласирао   | Сид Азара ПОБ 3:1поени | Хуклек ПОБ 3:1поени | 3          |
| Михаил Каџаја     | до 97 кг   | Ханкок ИЗГ 1:3поени   | Није се пласирао   | Није се пласирао   | Није се пласирао       | Није се пласирао    | 14         |

## Стони тенис
Српски стонотенисери пласманом у четвртфинале на Светском квалификационом турниру 2020. освојили су три учесничке квоте у екипном такмичењу чиме је аутоматски изборено учешће и на појединачном турниру.
Мушкарци
| Такмичар                                   | Дисциплина  | Квал.              | 1. коло            | 2. коло              | 3. коло              | 1/8 финала           | Четвртфин.           | Полуфин.             | Финале / БМ          | Финале / БМ          |
| Такмичар                                   | Дисциплина  | Противник Резултат | Противник Резултат | Противник Резултат   | Противник Резултат   | Противник Резултат   | Противник Резултат   | Противник Резултат   | Противник Резултат   | Пласман              |
| ------------------------------------------ | ----------- | ------------------ | ------------------ | -------------------- | -------------------- | -------------------- | -------------------- | -------------------- | -------------------- | -------------------- |
| Димитрије Левајац                          | Појединачно | Н/Д                | Скачков ИЗГ 2:4    | Није се квалификовао | Није се квалификовао | Није се квалификовао | Није се квалификовао | Није се квалификовао | Није се квалификовао | Није се квалификовао |
| Жолт Пете                                  | Појединачно | Н/Д                | Панајотис ИЗГ 0:4  | Није се квалификовао | Није се квалификовао | Није се квалификовао | Није се квалификовао | Није се квалификовао | Није се квалификовао | Није се квалификовао |
| Димитрије Левајац Марко Јевтовић Жолт Пете | Екипно      | Н/Д                | Н/Д                | Н/Д                  | Н/Д                  | Бразил ИЗГ 2—3       | Нису се пласирали    | Нису се пласирали    | Нису се пласирали    | Нису се пласирали    |

## Стрељаштво
Српски стрелци освојили су седам олимпијских квота на следећим такмичењима: Светском првенству, Светском купу, Европском првенству и Европским играма.
Мушкарци
| Стрелац            | Дисциплина           | Квалификације | Квалификације | Финале           | Финале           |
| Стрелац            | Дисциплина           | Резултат      | Пласман       | Резултат         | Пласман          |
| ------------------ | -------------------- | ------------- | ------------- | ---------------- | ---------------- |
| Дамир Микец        | ваздушни пиштољ 10м  | 578           | 8/36          | 237,9            |                  |
| Миленко Себић      | ваздушна пушка 10м   | 623,2         | 31/47         | Није се пласирао | Није се пласирао |
| Миленко Себић      | мк пушка тростав 50м | 1180          | 4/39          | 448,2            |                  |
| Милутин Стефановић | ваздушна пушка 10м   | 621,3         | 38/47         | Није се пласирао | Није се пласирао |
| Милутин Стефановић | мк пушка тростав 50м | 1164          | 23/39         | Није се пласирао | Није се пласирао |

Жене
| Стрелкиња           | Дисциплина            | Квалификације | Квалификације | Финале            | Финале            |
| Стрелкиња           | Дисциплина            | Резултат      | Пласман       | Резултат          | Пласман           |
| ------------------- | --------------------- | ------------- | ------------- | ----------------- | ----------------- |
| Андреа Арсовић      | ваздушна пушка 10 м   | 623,3         | 29/50         | Није се пласирала | Није се пласирала |
| Андреа Арсовић      | мк пушка тростав 50 м | 1175          | 5 ЌВ'         | 402,4             | 8                 |
| Сања Вукашиновић    | ваздушна пушка 10 м   | 617,8         | 44/50         | Није се пласирала | Није се пласирала |
| Сања Вукашиновић    | мк пушка тростав 50 м | 1161          | 25            | Није се пласирала | Није се пласирала |
| Зорана Аруновић     | ваздушни пиштољ 10 м  | 573           | 17/53         | Није се пласирала | Није се пласирала |
| Зорана Аруновић     | мк пиштољ 25 м        | 584           | 9             | Није се пласирала | Није се пласирала |
| Јасмина Миловановић | ваздушни пиштољ 10 м  | 566           | 33/53         | Није се пласирала | Није се пласирала |
| Јасмина Миловановић | мк пиштољ 25 м        | 575           | 30            | Није се пласирала | Није се пласирала |

Мешовито
| Стрелци                           | Дисциплина           | Квалификације | Квалификације | Полуфинале        | Полуфинале        | Финале                       | Финале            |
| Стрелци                           | Дисциплина           | Резултат      | Пласман       | Резултат          | Пласман           | Резултат                     | Пласман           |
| --------------------------------- | -------------------- | ------------- | ------------- | ----------------- | ----------------- | ---------------------------- | ----------------- |
| Андреа Арсовић Милутин Стефановић | ваздушна пушка 10 м  | 612.4         | 29/29         | Нису се пласирали | Нису се пласирали | Нису се пласирали            | Нису се пласирали |
| Сања Вукашиновић Миленко Себић    | ваздушна пушка 10 м  | 624.5         | 16/29         | Нису се пласирали | Нису се пласирали | Нису се пласирали            | Нису се пласирали |
| Зорана Аруновић Дамир Микец       | ваздушни пиштољ 10 м | 577           | 5/20 ЌВ       | 384               | 4 ќв              | Костевич - Омелчук ПОР 12:16 | 4                 |

## Теквондо
На основу пласмана на олимпијској ранг листи Светске теквондо федерације освојене су две учесничке квоте за олимпијски теквондо турнир.
Жене
| Теквондиста       | Дисциплина  | Прво коло          | Четвртфинала       | Полуфинала         | Репесаж            | Финале/ БМ         | Финале/ БМ |
| Теквондиста       | Дисциплина  | Противник Резултат | Противник Резултат | Противник Резултат | Противник Резултат | Противник Резултат | Пласман    |
| ----------------- | ----------- | ------------------ | ------------------ | ------------------ | ------------------ | ------------------ | ---------- |
| Тијана Богдановић | до 49 кг    | Серезо ИЗГ 4:12    |                    |                    | Ву ПОБ 12:9        | Јамада ПОБ 20:6    |            |
| Милица Мандић     | преко 67 кг | Огало ПОБ 13:0     | Ковалчук ПОБ 11:4  | Лаурин ПОБ 7:5     |                    | Да-бин ПОБ 10:7    |            |

## Тенис
На основу пласмана на АТП и ВТА ранг листама закључно са 13. јуном 2021, четворо српских тенисера квалификовало се за олимпијски тениски турнир.
Мушкарци
| Тенисер           | Дисциплина  | Прво коло            | Друго коло                   | Треће коло             | Четвртфинала          | Полуфинала               | Финала / БМ                         | Финала / БМ      |
| Тенисер           | Дисциплина  | Противник Резултат   | Противник Резултат           | Противник Резултат     | Противник Резултат    | Противник Резултат       | Противник Резултат                  | Плас             |
| ----------------- | ----------- | -------------------- | ---------------------------- | ---------------------- | --------------------- | ------------------------ | ----------------------------------- | ---------------- |
| Новак Ђоковић     | Појединачно | Делијен ПОБ 6:2, 6:2 | Штруф ПОБ 6:4, 6:3           | Давидович ПОБ 6:3, 6:1 | Нишикори ПОБ 6:2, 6:0 | Зверев ИЗГ 6:1, 3:6, 1:6 | Карењо Буста ИЗГ 4:6, 7:6(8:6), 3:6 | 4                |
| Миомир Кецмановић | Појединачно | Мајхшак ПОБ 6:4, 6:2 | Ембер ИЗГ 6:4, 6:7(5:7), 5:7 | Није се пласирао       | Није се пласирао      | Није се пласирао         | Није се пласирао                    | Није се пласирао |

Жене
| Тенисер                           | Дисциплина  | Прво коло                | Друго коло                     | Треће коло         | Четвртфинала       | Полуфинала         | Финала / БМ        | Финала / БМ       |
| Тенисер                           | Дисциплина  | Противник Резултат       | Противник Резултат             | Противник Резултат | Противник Резултат | Противник Резултат | Противник Резултат | Плас              |
| --------------------------------- | ----------- | ------------------------ | ------------------------------ | ------------------ | ------------------ | ------------------ | ------------------ | ----------------- |
| Ивана Јоровић                     | Појединачно | Ван Ујтванк ИЗГ 3:6, 2:6 | Није се пласирала              | Није се пласирала  | Није се пласирала  | Није се пласирала  | Није се пласирала  | Није се пласирала |
| Нина Стојановић                   | Појединачно | Хибино ПОБ 6:3, 6:3      | Сакари ИЗГ 1:6, 2:6            | Није се пласирала  | Није се пласирала  | Није се пласирала  | Није се пласирала  | Није се пласирала |
| Александра Крунић Нина Стојановић | Парови      | Н/Д                      | Ксу / Јанг ИЗГ 6:4, 4:6, 16:18 | Нису се пласирале  | Нису се пласирале  | Нису се пласирале  | Нису се пласирале  | Нису се пласирале |

Мешовити парови
| Тенисери                      | Дисциплина      | Прво коло          | Друго коло         | Треће коло                  | Четвртфинала                 | Полуфинала                          | Финала / БМ              | Финала / БМ |
| Тенисери                      | Дисциплина      | Противник Резултат | Противник Резултат | Противник Резултат          | Противник Резултат           | Противник Резултат                  | Противник Резултат       | Плас        |
| ----------------------------- | --------------- | ------------------ | ------------------ | --------------------------- | ---------------------------- | ----------------------------------- | ------------------------ | ----------- |
| Новак Ђоковић Нина Стојановић | Мешовити парови | Н/Д                | Н/Д                | Стефани / Мело ПОБ 6:3, 6:4 | Зигемунд / Мело ПОБ 6:1, 6:2 | Веснина / Карацев ИЗГ 6:7(4:7), 5:7 | Барти / Пирс ИЗГ предаја | 4           |

## Џудо
Српски џудисти остварили су четири учесничке квоте преко светске ранг лист, док је још једна учесничка квота освојена преко континенталне ранг листе.
Мушкарци
| Џудока           | Дисциплина | Прво коло          | Друго коло         | Четвртфинала       | Полуфинала         | Репесаж            | Финала / БМ        | Пласман          |
| Џудока           | Дисциплина | Противник/резултат | Противник/резултат | Противник/резултат | Противник/резултат | Противник/резултат | Противник/резултат | Пласман          |
| ---------------- | ---------- | ------------------ | ------------------ | ------------------ | ------------------ | ------------------ | ------------------ | ---------------- |
| Немања Мајдов    | до 90 кг   | Трипел ИЗГ00–01    | Није се пласирао   | Није се пласирао   | Није се пласирао   | Није се пласирао   | Није се пласирао   | Није се пласирао |
| Александар Кукољ | до 100 кг  | Такајава ПОБ 10–00 | Гу-хам ИЗГ 00–10   | Није се пласирао   | Није се пласирао   | Није се пласирао   | Није се пласирао   | Није се пласирао |

Жене
| Џудока         | Дисциплина | Прво коло          | Друго коло            | Четвртфинала       | Полуфинала         | Репесаж            | Финала / БМ        | Пласман           |
| Џудока         | Дисциплина | Противник/резултат | Противник/резултат    | Противник/резултат | Противник/резултат | Противник/резултат | Противник/резултат | Пласман           |
| -------------- | ---------- | ------------------ | --------------------- | ------------------ | ------------------ | ------------------ | ------------------ | ----------------- |
| Милица Николић | до 48 кг   | Букли ПОБ 10–00    | Билодид ИЗГ 00–01     | Није се пласирала  | Није се пласирала  | Није се пласирала  | Није се пласирала  | Није се пласирала |
| Марица Перишић | до 57 кг   | Алдас ПОБ 10–00    | Нелсон-Леви ИЗГ 00–10 | Није се пласирала  | Није се пласирала  | Није се пласирала  | Није се пласирала  | Није се пласирала |
| Ања Обрадовић  | до 63 кг   | Франсен ИЗГ 00–10  | Није се пласирала     | Није се пласирала  | Није се пласирала  | Није се пласирала  | Није се пласирала  | Није се пласирала |